# 5907 Rhigmus
5907 Rhigmus este o planetă minoră (asteroid), cu un diametru de 31,248 km, din Asteroid troian al lui Jupiter. A fost descoperită pe 2 octombrie 1989 la Observatorul Palomar de Schelte J. Bus. 
Obiectul prezintă o orbită caracterizată de o semiaxă mare de 5,1419459 UAi, o excentricitate de 0,0972725, o înclinație de 1,92085 ° în raport cu ecliptica.